# Wereldkampioenschappen moderne vijfkamp 2013
De wereldkampioenschappen moderne vijfkamp 2013 werden gehouden in Kaohsiung in Taiwan.

## Medailles

### Mannen
| Onderdeel   | Goud | Goud                                                  | Zilver | Zilver                                       | Brons | Brons                                      |
| ----------- | ---- | ----------------------------------------------------- | ------ | -------------------------------------------- | ----- | ------------------------------------------ |
| Individueel | LTU  | Justinas Kinderis                                     | GBR    | Nicholas Woodbridge                          | RUS   | Aleksandr Lesoen                           |
| Team        | FRA  | Jean Maxence Berrou Christopher Patte Valentin Prades | RUS    | Ilia Frolov Sergej Karjakin Aleksandr Lesoen | KOR   | Jung Jin-hwa Jung Hwon-ho Lee Woo-jin      |
| Relay       | HUN  | Bence Demeter Róbert Kasza Ádám Marosi                | CHN    | Cai Zhaohong Chen Fulao Guo Jianli           | RUS   | Ilia Frolov Aleksandr Lesoen Dmitry Lukach |

### Vrouwen
| Onderdeel   | Goud | Goud                                             | Zilver | Zilver                                        | Brons | Brons                                                       |
| ----------- | ---- | ------------------------------------------------ | ------ | --------------------------------------------- | ----- | ----------------------------------------------------------- |
| Individueel | LTU  | Laura Asadauskaitė                               | BRA    | Yane Marques                                  | RUS   | Donata Rimšaitė                                             |
| Team        | GBR  | Kate French Samantha Murray Mhairi Spence        | CHN    | Chen Qian Liang Wanxia Zhang Xiaonan          | UKR   | Ganna Buriak Anastasiya Spas Victoria Tereshchuk            |
| Estafette   | UKR  | Ganna Boeriak Irina Chochlova Victoria Teresjoek | HUN    | Zsófia Földházi Leila Gyenesei Sarolta Kovács | RUS   | Alise Fakjroetdinova Lioedmila Koekoeshkina Donata Rimšaitė |

### Gemengd
| Onderdeel | Goud | Goud                           | Zilver | Zilver                            | Brons | Brons                               |
| --------- | ---- | ------------------------------ | ------ | --------------------------------- | ----- | ----------------------------------- |
| Estafette | FRA  | Elodie Clouvel Valentin Belaud | LAT    | Elena Rublevska Deniss Cerkovskis | UKR   | Irina Chochlova Pavlo Timosjtsjenko |

### Medaillespiegel
| Plaats | Land                | Goud | Zilver | Brons | Totaal |
| 1      | Frankrijk           | 2    | 0      | 0     | 2      |
|        | Litouwen            | 2    | 0      | 0     | 2      |
| 3      | Verenigd Koninkrijk | 1    | 1      | 0     | 2      |
|        | Hongarije           | 1    | 1      | 0     | 2      |
| 5      | Oekraïne            | 1    | 0      | 2     | 3      |
| 6      | China               | 0    | 2      | 0     | 2      |
| 7      | Rusland             | 0    | 1      | 4     | 5      |
| 8      | Brazilië            | 0    | 1      | 0     | 1      |
|        | Litouwen            | 0    | 1      | 0     | 1      |
| 10     | Zuid-Korea          | 0    | 0      | 1     | 1      |
| Totaal | Totaal              | 7    | 7      | 7     | 21     |